# Кварцхава, Константин Бахваевич
Константин Бахваевич Кварцхава (1917 год, село Царча, Сухумский округ, Кутаисская губерния — неизвестно, село Царча, Гальский район, Абхазская АССР, Грузинская ССР) — звеньевой колхоза имени Андреева Гальского района, Абхазская АССР, Грузинская ССР. Герой Социалистического Труда (1948).

## Биография
Родился в 1917 году в крестьянской семье в селе Царча Сухумского округа.
С раннего возраста трудился в сельском хозяйстве. С конца 1930-х годов работал в местном колхозе Эшба (в последующем — колхоз имени Андреева, с 1951 года — укрупнённый колхоз имени Бараташвили в соседнем селе Чхуартал) Гальского района до призыва в 1941 году в Красную Армию по мобилизации. Участвовал в Великой Отечественной войне. Воевал пулемётчиком в составе 1375-го стрелкового полка 414-й стрелковой дивизии. После демобилизации возвратился в родное село, где продолжил трудиться в колхозе имени Андреева Гальского района. В послевоенные годы — звеньевой полеводческого звена в этом же колхозе.
В 1947 году звено под его руководством собрало в среднем с каждого гектара по 82,27 центнеров кукурузы на площади 3 гектара. Указом Президиума Верховного Совета СССР от 21 февраля 1948 года удостоен звания Героя Социалистического Труда за «получение высоких урожаев кукурузы и пшеницы в 1947 году» с вручением ордена Ленина и золотой медали «Серп и Молот» (№ 699).
Этим же Указом званием Героя Социалистического Труда были награждены председатель колхоза имени Андреева Шахани Гигоевич Сиргинава, бригадиры Мошия Зосимович Чаава, Циба Виссарионович Чаргазия, звеньевые Герман Ивакович Курдагия, Мамия Иоанович Цацуа,
После выхода на пенсию проживал в родном селе Царча Гальского района. Дата смерти не установлена.
Награды
- Герой Социалистического Труда
- Орден Ленина
- Медаль «За оборону Кавказа» (01.05.1944)
- Медаль «За отвагу» (02.06.1944)